# Матяж Іван Сергійович
Матяж Іван Сергійович (15 лютого 1988, Донецьк, УРСР) — український футболіст, нападник.

## Біографія

### Клубна кар'єра
Вихованець донецького «Шахтаря». Влітку 2004 року був переведений в «Шахтар-3», клуб виступав у Другій лізі України. Також паралельно виступав за «Шахтар-2». У Першій лізі України дебютував 21 березня 2005 року в домашньому матчі проти «Нафкому»(1:0). Матяж почав матч в основі, в додатковий час Івана замінив Андрій Лосніков. У сезоні 2006/07 разом з командою став срібним призером молодіжної першості.
У серпні 2007 року був відданий в річну оренду в луганську «Зорю». Матяж виступав у дублі, оскільки не міг пробитися в основу через конкуренцію з більш досвідченими гравцями «Зорі». В основі «Зорі» Матяж провів всього 1 матч, в Кубку України. 25 вересня 2007 року у виїзному матчі проти охтирського «Нафтовика-Укрнафти» (0:2), Іван почав матч в основі, але на 58 хвилині він був замінений на Павла Новицького. В команді він провів близько року і зіграв за дубль 17 матчів, в яких забив 1 гол (у ворота дублерів донецького «Шахтаря»).
Першу половину сезону 2008/09 Матяж провів у «Шахтарі-3», зіграв 17 матчів і забив 4 м'ячі у Другій лізі України. У січні 2009 року побував на перегляді в алчевській «Сталі», але команді не підійшов. У лютому 2009 року у складі команди «Шахтар-3» дійшов до фіналу Кубка Кримтеплиці, де команда програла молдавській «Олімпії» (1:1, по пенальті — 4:5).
В кінці лютого 2009 року був відданий в оренду донецькому «Олімпіку». У команді провів рік, став одним з найкращих гравців у складі «Олімпіка», забивши 13 м'ячів в 27 матчах у Другій лізі.
У березні 2010 року підписав річний контракт з сімферопольською «Таврією». У Прем'єр-лізі України дебютував 19 березня 2010 року у виїзному матчі проти полтавської «Ворскли» (0:1), Матяж вийшов на 74 хвилині замість Васіла Гігіадзе. Всього за «Таврію» в чемпіонаті зіграв в 14 матчах і забив 1 гол.
Влітку 2011 року повернувся в донецький «Олімпік». У складі команди в Першій лізі забив 10 м'ячів в 19 матчах.
На початку 2012 року перейшов у запорізький «Металург». У команді взяв футболку з номером 7. Зігравши за команду 13 ігор і забивши 2 м'ячі, у сезоні 2011/12 разом з «Металургом» став срібним призером Першої ліги і вийшов в Прем'єр-лігу, у складі якої провів з запоріжцями ще два з половиною сезони. В кінці 2014 року у Матяжа закінчився термін контракту з клубом і він його залишив у статусі вільного агента.
В лютому 2015 року Матяж став гравцем маріупольського «Іллічівця», за який до кінця сезону зіграв у 9 матчах, проте не зміг врятувати команду від вильоту в Першу лігу.
7 серпня 2015 року Іван повернувся в донецький «Олімпік».
20 червня 2017 року він покинув «Олімпік», а 2 липня підписав контракт з хорватським клубом «Істра 1961».
У березні 2018 року дебютував у складі одеського «Чорноморця».
8 вересня 2018 року став гравцем клубу «Авангард», підписавши контракт на один рік.

### Кар'єра в збірній
У серпні 2005 року провів 3 матчі за юнацьку збірну України до 19 років.

## Досягнення
- Срібний призер Першій лізі України (1): 2011/12
- Срібний призер молодіжної першості України (1): 2006/07
- Володар Кубку України (1): 2009/10